# Deutsche Kautschuk-Gesellschaft
Die Deutsche Kautschuk-Gesellschaft (DKG) ist ein eingetragener Verein (e.V.) zur Förderung und Verbreitung von wissenschaftlichen Erkenntnissen über die Herstellung und das chemische, physikalische und technische Verhalten von natürlichem Kautschuk und synthetischen Elastomeren.
Die Gesellschaft wurde 1926 auf einen von 38 Kautschukforschern aus Wissenschaft und Industrie unterzeichneten und in der Zeitschrift Kautschuk erschienenen Aufruf hin in Düsseldorf als wissenschaftliche Vereinigung gegründet. Mit dem Ausbruch des Zweiten Weltkrieges 1939 musste sie ihre Aktivitäten, hauptsächlich die Veranstaltungen von Vortragstagungen, zunächst einstellen. Das Verbot zur Herstellung von synthetischem Kautschuk in Deutschland wurde 1951 aufgehoben und auch die DKG mit Sitz in Frankfurt/Main wiedergegründet. Die DKG verzeichnet heute 850 persönliche Mitglieder und 108 Mitgliedsunternehmen und -institute.
Seit 1933 verleiht die DKG die Carl-Dietrich-Harries-Medaille, welche von Hertha Harries gestiftet wurde und mit der besonders verdienstvolle wissenschaftliche Leistungen auf dem Gebiet der Elastomerforschung gewürdigt werden. Außerdem würdigt die DKG herausragende Leistungen in der Kautschuk-Technologie seit 1980 mit der Erich-Konrad-Medaille.
Die DKG ist Mitglied der Arbeitsgemeinschaft industrieller Forschungsvereinigungen „Otto von Guericke“, die ab 2025 als AIF Allianz für Industrie und Forschung e.V. firmiert.